# Castle Forrester
Castle Forrester is een fictief kasteel uit de televisieserie Mystery Science Theater 3000. Het kasteel was in seizoen 9 en 10 het hoofdkwartier van de “mads” (Pearl Forrester, Professor Bobo en Observer).

## Verhaal
Pearl ontdekte het kasteel toen zij en haar handlangers terugkeerden naar de hedendaagse aarde (daarvoor waren ze naar de toekomst gegaan, en hadden de Satellite of Love door de ruimte achtervolgd). Het kasteel bleek toe behoren aan haar voorouders; een lange lijn van vrouwelijke wetenschappers die experimenten deden gelijk aan het experiment van Pear (mensen slechte films of andere dingen laten kijken).
De precieze locatie van het kasteel werd nooit onthuld. In een aflevering werden de Mads bedreigt door een menigte die deed denken aan de boze menigte uit Frankenstein. De omgeving van het kasteel deed denken aan die uit een stereotiepe griezelfilm.